# Bälinge härad

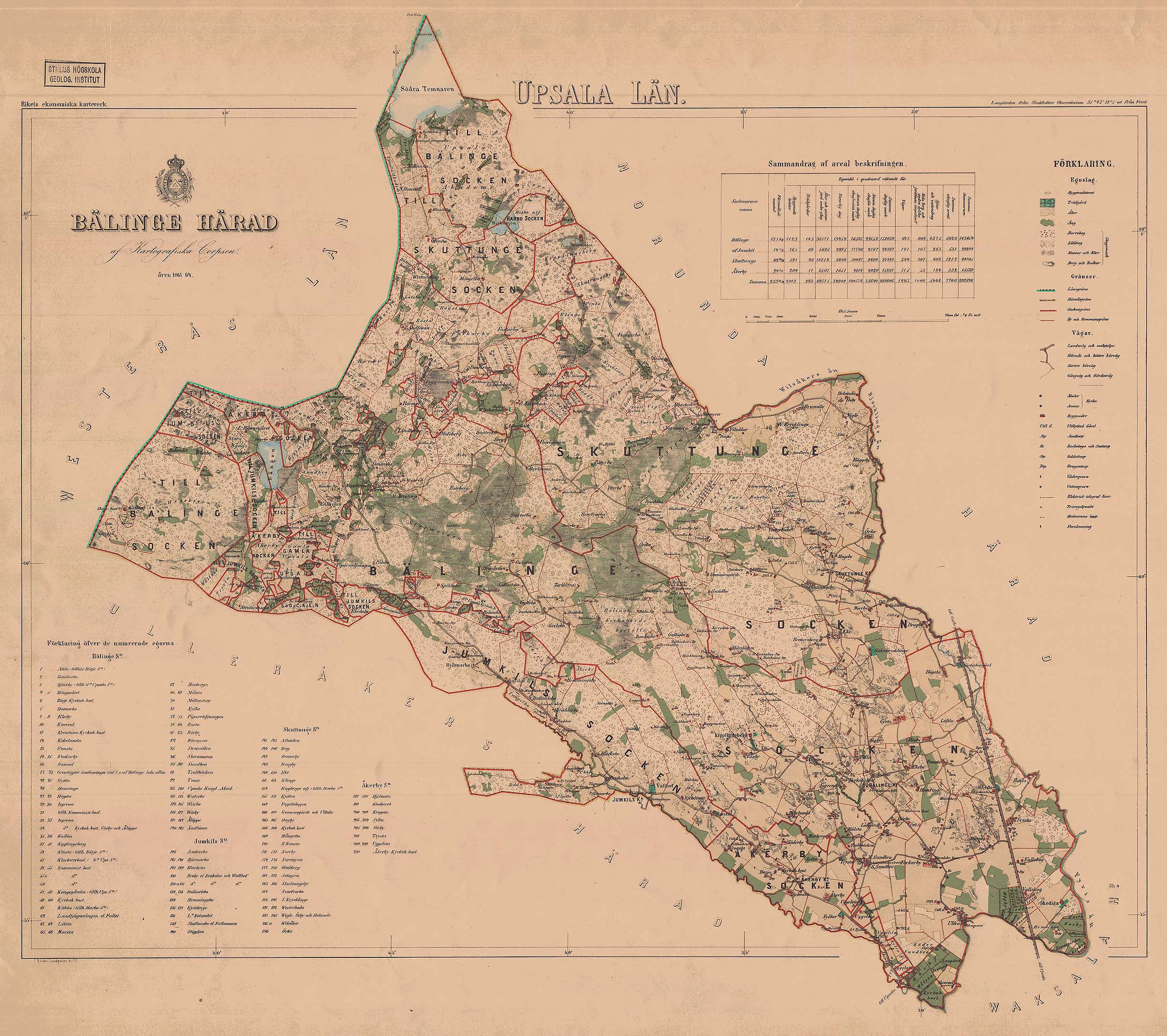
Karta över häradet år 1861

Bälinge härad var ett härad i västra Uppland. Häradet var beläget i den västra delen av nuvarande Uppsala kommun, vilken är en del av Uppsala län. Den totala arealen mätte drygt 263 km² och befolkningen uppgick år 1904 till 3 476 invånare.  Tingsstället var i Högsta.

## Geografi
Bälinge härad var beläget väster om Fyrisåns och Björklingeåns lopp. Jumkilsån utgjorde en sydlig gräns medan häradet i norr sträckte sig ända upp till sjön Tämnaren. Naturen bestod i öster huvudsakligen av slättbygd - en del av Uppsalaslätten - för att i väster övergå i en lågländig och sumpig bergs- och skogsbygd. Det gränsade i söder mot Ulleråkers härad, i sydväst till Vaksala härad, i nordväst till Norunda härad och i väst till Våla härad i dåvarande Västmanlands län.
Häradet saknade köpingar eller municipalsamhällen, men utgör idag en del av Uppsalas västra delar. Största tätort i övrigt är Bälinge belägen 14 km nordväst om Uppsala.

### Socknar
Bälinge härad omfattade tre socknar, samt cirka en tredjedel av en fjärde
- Åkerby
- Bälinge
- Skuttunge
- Jumkil mindre del

Häradet omfattade förutom sina tre socknar även en tredjedel av Jumkils socken i Ulleråkers härad samt en ringa del av Harbo socken i Våla härad.

### Åttingar[1]
Bälinge harad indelades ursprungligen i Åttingar. Dessa var enligt skattelängder 1540-47 följande:
Brunnbo åtting: Brunnby, Häggeby, Norra Krycklinge, Norrby, Vigle, Villsåker och Örke, utjordar i Frossarbo och äng i Ånarven i Skuttunge socken samt Vissbo i Harbo socken.
Söder åtting: Dragby, Gräfsta, Södra Krycklinge, Skuttungeby samt utjordar i Fågelsång, Horskälla, "Sancsetter", "Önbo", ängar i "Bomandz eng", "Kolle", "Lindh enngh", "Skinnare enngh" och "Videbeck" i Skuttunge socken samt Nyby, Oxsätra, Roteberg, Svartarbo, samt utjordar i Rörmyra och äng i Lindberg, Bälinge socken.
Högstabo åtting: Ekeby, Gysta, Högsta, Lövsta samt utjord i Faxan, Bälinge socken, och utjord i Södra Krycklinge, Skuttunge socken.
Svistabo åtting:Forkarlby (en av gårdarna), Lytta, Marsta, Rosta, Skediga, Svista, Vallskog och utjord i "Hellige landa", Bälinge socken.
Forkarbo åtting:Forkarlby, Losgärde, Rörby, utjordar i Fyrisängen och utfjällar i Faxan och Förisängen, Bälinge socken.
Åloppe åtting: Isgrena, Morberga, Nyvla, Sundbro, Åloppe samt utjord och äng i "Lusen", Bälinge socken.
Bode åtting: Bostebo, Grellsbo, Kiplinge, Tuna, Väsby, Åby, utgjordar i Gustebo och Laxkilen samt ängarna "Fisanthe mosse" och Spikbole i Bälinge socken samt Björnarbo och Tungelbo i Jumkils socken.
Åkerby åtting: Berg, Hjälmsta, Kroksta, Sylta, Söderby, Trysta och äng i Fyrisängen, Åkerby socken, Äskelunda och utjord i Marsta, Bälinge socken samt utfjäll i Skuttungeby, Skuttunge socken.

## Historia
Bälinge härad var en del av det medeltida uppländska folklandet Tiundaland. Namnet, år 1281 skrivet Bæling och år 1304 Belling, var tidigt namnet på häradets tingsplats och är en böjning av ordet bål i betydelsen eldplats. Häradet omnämns i Svenskt Diplomatarium åren 1188, 1281 och 1316 och fanns även representerat vid 1424 folklandstinget på kungsgården i Uppsala. Den ursprungliga tingsplatsen med uråldiga anor var belägen vid Bälinge kyrka, men kom sedermera att flytta till gästgivaregården i Högsta utanför Bälinge.
Merparten av bygdens bebyggelse har varit koncentrerad till häradets sydöstra hörn, det vill säga den del som ligger närmast Uppsala. Här finns också rikligt med fynd, bl.a. runstenar och hällristningar, från såväl brons- som järnåldern. Vid Bälinge mossar har man t.o.m. funnit boplatser från yngre stenåldern. I äldre tider var Forkarby i Bälinge socken även den största byn i Uppland näst efter Gamla Uppsala. Bälinge kyrka är en av Upplands rikast smyckade kyrkor och de äldsta delarna härrör från 1200-talet. Kyrkan har väggmålningar utförda av Albertus Pictor. Häradets övriga sockenkyrkor härstammar från ungefär samma tid - Åkerby kyrka från 1200- eller 1300-talet, Skuttunge kyrka från 1300-talet och Jumkils kyrka (belägen vid Jumkilsån) från 1300-talet. I Skuttungeby finns mycket välbevarade prästgårdsmiljöer från 1600- och 1700-talen. Härifrån menade naturforskaren och historikern Olof Rudbeck d.ä. (1630-1702) under göticismen glansdagar i stormaktstidens Sverige att det antika folket skyterna hade sitt ursprung, vilket i modern tid kommit att omvärderas något.

## Län, fögderier, domsagor, tingslag och tingsrätter
Häradet har från 1634 hört till Uppsala län. Församlingarna i häradet tillhör(de) Uppsala stift.
Häradets socknar hörde till följande fögderier:
- 1720-1878 Uppsala läns Fjärde fögderi
- 1879-1885 Uppsala läns Tredje fögderi
- 1886-1917 Uppsala läns mellersta fögderi
- 1918-1966 Tiunda fögderi
- 1967-1990 Uppsala fögderi

Häradets socknar tillhörde följande domsagor, tingslag och tingsrätter:
- 1680-1903 Bälinge tingslag inom
  - 1680-1689 Bälinge, Vaksala, Rasbo, Ulleråker, Hagunda, Norunda och Örbyhus häraders domsaga med
  - 1689-1714 Bälinge, Vaksala, Rasbo, Norunda och Örbyhus häraders domsaga
  - 1715-1852 Hagunda, Lagunda, Bälinge, Vaksala, Rasbo, Ulleråkers domsaga kallad Uppsala läns mellersta domsaga
  - 1853-1903 Uppsala läns mellersta domsaga
- 1904-1970 Tiunda tingslag Uppsala läns mellersta domsaga till 1926, Uppsala läns södra domsaga från 1927

- 1971- Uppsala tingsrätt och dess domsaga

### Webbkällor
- Riksintressen i Uppsala kommun, 2009-03-15, kl. 03:33
- Nationella arkivdatabasen för uppgifter om fögderier, domsagor, tingslag och tingsrätter